# Eugenia León
Eugenia León est une chanteuse mexicaine contemporaine qui mène une carrière internationale. Avec une trajectoire artistique de plus de quatre décennies, elle a reçu plusieurs distinctions. Avec beaucoup de persévérance elle a cherché à  promouvoir la culture mexicaine à travers son patrimoine musical, traditionnel et contemporain.

## Biographie
Eugenia León est née à Mexico le 7 juin 1956. Elle a découvert sa vocation musicale au Collège de Sciences Humaines de Naucalpan, où elle chantait des compositions de ses camarades. Dès les années 1970, elle est influencée par la Trova, mouvement musical qui émerge alors, chantant la vie, la liberté et l'âme latino-américaine.
À 18 ans, elle quitte sa famille et se consacre aux études musicales à l'École nationale de musique.
Elle fonde ensuite le groupe de musique traditionnelle Víctor Jara, avant de rejoindre le Sanampay. En 1982, elle s'en sépare et forme son répertoire propre, sur des musiques de compositeurs mexicains contemporains. Cette même année, elle réalise son premier album, Así te Quiero, et parcourt le territoire mexicain avec son petit groupe de musiciens.
En 1985, elle représente le Mexique au Festival International OTI à Séville, Espagne, avec la chanson El Fandango Aquí de Marcial Alejandro. Peu après le tremblement de terre qui a dévasté Mexico le 19 septembre, elle chante avec force la douleur de son peuple. Le public lui fait un triomphe.
Depuis ce moment clé de sa carrière, elle a enregistré une vingtaine de disques, sur des musiques de Fito Páez, David Haro, Joan Manuel Serrat, Marcial Alejandro, Armando Manzanero, José Alfredo Jiménez, Francisco Gabilondo Soler et María Grever. Elle explore des genres divers, y compris le tango argentin.
En 1998, le gouvernement de Veracruz lui a donné la médaille Agustín Lara, en reconnaissance de son excellente interprétation du musicien.
Elle a travaillé avec Pablo Milanés lors du tour Cómplices, et avec le ténor Ramón Vargas pour l'album Cœur Mexicain, sponsorisé par le gouvernement de Mexico.
En 2003, elle commence à travailler comme animatrice de Acústico, programme diffusé par la chaîne télévisée culturelle Canal 22 au Mexique et aux États-Unis.
La chanteuse est apparue le 14 octobre 2011 lors de l'ouverture des Jeux panaméricains de Guadalajara 2011.
En 2020, Eugenia León présente sa nouvelle production "A los cuatro vientos", un album qui marque un nouveau départ dans sa carrière artistique, car pour la première fois sur un album la chanteuse explore des genres tels que la musique ranchera et norteña. Le concert A los cuatro vientos s'est tenu dans la salle principale du Palacio de Bellas Artes.
Hors du Mexique, elle se produit notamment en France, au Japon, aux États-Unis, en Espagne, en Allemagne, au Brésil, au Maroc, en Chine, et au Portugal.

## Discographe

### Groupes
- Grupo Víctor Jara, Vamos Patria, Polygram 1978
- Sanampay, A Pesar De Todo, NCL 1981

### Soliste
- Así te quiero, Polygram 1983
- Luz, Polygram 1984
- El Fandango Aquí, Polygram 1985
- Otra vez, Polygram 1986
- Algo viene sucediendo, Polygram 1987
- Maradentro, Polygram 1988
- Ven acá, Polygram 1989
- Lo esencial, Universal Music 1989
- Juego con fuego, BMG 1991
- Eugenia corazón de león, BMG 1993
- Eugenia León interpreta a Cri-Cri, BMG 1994
- Tangos, La Voz De La Sirena 1995
- Que devuelvan, Ediciones El Hábitos-Discos Cabaret 1996
- Tirana, Sony Music 1996
- Oh, noche, Ediciones El Hábitos-Discos Cabaret 1996
- Eugenia León en Directo, Discos Cabaret 1996
- Norteño, Melody 1998
- Corazón mexicano, Gobierno De La Ciudad De México 1998
- La suave Patria, Opción Sónica 1999
- Ni esto, ni l'otro, La Voz De La Sirena 1999
- Acércate más, Universal Music 2000
- Tatuajes, Universal Music 2003
- Ellas Cantan Así, BMG 2003
- La Más Completa Colección, Universal Music 2006
- Pasional, IC21 2007
- Puño de tierra, IC21 2008
- Cine, IC21 2009
- Agua de Beber, Universal Music 2011
- Ciudadana del Mundo Vol. 1, Universal Music 2013
- Ciudadana del Mundo Vol. 2, Universal Music 2013
- Las Tres Grandes en Primera Fila together with Tania Libertad and Guadalupe Pineda, Sony Music 2015
- Una Rosa Encendida, Sony Music 2017

### Collaborations
- México 68 Vol. 1, IMM 1968
- Amparo Ochoa Canta Con Los Niños, Discos Pueblo 1984
- Está Valiendo... El Corazón, 1987
- Canciones del Íntimo Decoro, Pentagrama 1988
- Entre Amigos, BMG 1993
- 30 Años, BMG 1993
- Boleros, Voz Y Sentimiento, Sony Music 1996
- Un Mundo Una Esperanza, 1998
- Un Canto De México, Sony Music 2002
- Pablo Queriido, Universal Music 2003
- Angeles y Pequeños Diablitos, 2003
- El Pop Ha Muerto Viva El Pop, Universal Music 2005
- Reunidos Por Siempre, Universal Music 2005
- Chava Flores: Tributo De Sus Amigos, 2006
- Buenas Noches, Sony Music 2006
- 5x5=, 2006
- Quemar Las Naves, 2008
- La Morena, Fonarte 2008
- Sin Fecha De Caducidad, WEA 2009
- Huapanguenado, 2009
- Por Mi Culpa, WEA 2010
- Tengo Que Hablarte, Pnetagrama 2010
- Zona Preferente: En Vivo Desde El Auditorio Nacional, WEA 2012
- 33, 2013
- Zona Preferente: Mi Tributo Al Festival, WEA 2013
- Necesito Un Bolero, Sony Music 2014
- Mujer Divina, Sony Music 2014
- Caricia Urgente, 2015
- He for She, Sony Music 2015
- Rocío Dúrcal, Duetos, Sony Music 2016
- La Sonora Santanera en Su 60 Aniversario, Sony Music 2016
- Amar y Vivir, Universal Music 2017